# William Orbison
 (avril 2020).
Si vous disposez d'ouvrages ou d'articles de référence ou si vous connaissez des sites web de qualité traitant du thème abordé ici, merci de compléter l'article en donnant les références utiles à sa vérifiabilité et en les liant à la section « Notes et références ».
 (décembre 2020).
Pour les articles homonymes, voir Orbison.
William Orbison (né en 1912 et mort en 1952) est un psychologue américain connu pour l'illusion de Orbison qu'il décrit pour la première fois en 1939.